# Nikkie Van Lierop
Anita Dominika Cornelia van Lierop dite Nikkie van Lierop, née le 7 mars 1963 à Simmern (Allemagne), est une chanteuse et productrice belge. Elle est mariée à l'écrivain Jeroen Olyslaegers.

## Biographie
À la fin des années 1980 et au début des années 1990, elle participe à de nombreux projets new beat puis techno, notamment avec Maurice Engelen, dit Praga Khan), sous plus d'une vingtaine de noms : Miss lies, One O One, Digital orgasm, Angel Ice, Lords of Acid, etc. Durant cette période, elle prend pour principal pseudonyme Jade 4 U.
En association avec Maurice Engelen et Oliver Adams, elle forme le groupe M.N.O, sigle formé de la première lettre de leurs trois prénoms : Maurice, Nikkie et Oliver.
Dans les années 1996-1997, elle est la chanteuse de Milk Inc.. Elle chante aussi pour CJ Bolland Sugar is sweeter.
Elle entame ensuite une carrière solo sous le nom de Darling Nikki.
En 2020, elle se lance dans l'écriture avec un roman, et une trilogie est en préparation.
Elle est l'épouse de Jeroen Olyslaegers,.

## Discographie
Sous le nom de Jade U
- 1988 : Rainbows
- 1988 : Midnight Rider
- 1988 : Jade's Dream
- 1989 : It's Not Over
- 1991 : Blue Angel
- 1992 : Messenger Of Love
- 1994 : Rave Madonna
- 1996 : Lover
- 1997 : 4 For You

## Ouvrages
- 2020 : Te dom voor de duivel